# 皮帕帕塞斯 (肯塔基州)
皮帕帕塞斯（英語：Pippa Passes）是一個位於美國肯塔基州諾特縣的城市。

## 地方資料
根據2020年美國人口普查的數據，皮帕帕塞斯的面積為1.15平方千米，當中陸地面積為1.15平方千米，而水域面積為0.00平方千米。當地共有人口468人，而人口密度為每平方千米406.96人。